# Kalinówka Królewska
Kalinówka Królewska – wieś w Polsce położona w województwie podlaskim, w powiecie monieckim, w gminie Jasionówka.
W latach 1975–1998 miejscowość administracyjnie należała do województwa białostockiego.
Wierni kościoła rzymskokatolickiego należą do parafii św. Anny w Kalinówce Kościelnej.

## Osoby związane z Kalinówką Królewską
- Paweł Niemotko, autor Tomika Poezji "MOJA POEZJA"[8]